# Michelle Weiß
Michelle Weß (Ravensburg, 27 mei 2001) is een voetbalspeelster uit Duitsland. Ze speelt als verdediger voor SV Werder Bremen in de Bundesliga.

## Clubcarrière
Michelle Weiß begon in haar jeugdjaren bij SV Oberzell. Van 2015 tor 2018 was Weiß onderdeel van SV Alberweiler. Voor deze club kwan Weiß uit in de B-junioren Bundesliga.
In het seizoen 2018/19 werd Weiß gecontracteerd door FC Bayern München. Ze kwam voornamelijk uit voor het tweede elftal van Bayern. Op 19 augustus 2018 maakte Weiß haar debuut voor het eerste elftal van Bayern in de Bundesliga in een thuiswedstrijd tegen SV 67 Weinberg. In een 4-1 overwinning op BV Clippenburg maakte Weiß haar eerste en enige doelpunt voor Bayern.
Weiß maakte voor het seizoen 2021/22 de overstap naar competitiegenoot SV Werder Bremen. Ze maakte in de eerste wedstrijd van dat seizoen haar debuut in een 8-0 nederlaag tegen haar oude club FC Bayern München.
Op 20 juni 2024 tekende Weiß een contract bij competitiegenoot TSG 1899 Hoffenheim. Ze kwam tot acht competitiewedstrijden alvorens ze terugkeerde bij SV Werder Bremen.

## Statistieken
| Seizoen | Club                 | Competitie     | Competitie | Competitie | Beker | Beker | Overig | Overig | Totaal | Totaal |
| Seizoen | Club                 | Competitie     | Wed.       | Dlp.       | Wed.  | Dlp.  | Wed.   | Dlp.   | Wed.   | Dlp.   |
| ------- | -------------------- | -------------- | ---------- | ---------- | ----- | ----- | ------ | ------ | ------ | ------ |
| 2018/19 | FC Bayern München II | 2de Bundesliga | 22         | 1          | 0     | 0     | 0      | 0      | 22     | 1      |
| 2019/20 | FC Bayern München II | 2de Bundesliga | 14         | 0          | 0     | 0     | 0      | 0      | 14     | 0      |
| 2020/21 | FC Bayern München II | 2de Bundesliga | 15         | 0          | 0     | 0     | 0      | 0      | 15     | 0      |
| 2021/22 | SV Werder Bremen     | Bundesliga     | 15         | 0          | 2     | 0     | 0      | 0      | 17     | 0      |
| 2022/23 | SV Werder Bremen     | Bundesliga     | 13         | 0          | 1     | 0     | 0      | 0      | 14     | 0      |
| 2023/24 | SV Werder Bremen     | Bundesliga     | 12         | 0          | 2     | 0     | 0      | 0      | 14     | 0      |
| 2024/25 | TSG 1899 Hoffenheim  | Bundesliga     | 8          | 0          | 1     | 0     | 0      | 0      | 9      | 0      |
| 2025/26 | SV Werder Bremen     | Bundesliga     | 0          | 0          | 0     | 0     | 0      | 0      | 0      | 0      |
| Totaal  | Totaal               | Totaal         | 99         | 1          | 6     | 0     | 0      | 0      | 104    | 1      |

Bijgewerkt t/m 18 juni 2025.

## Interlandcarrière
Michelle Weiß kwam van 2017 tot 2018 zesmaal uit in Duitsland onder 17. Op 23 augustus 2017 maakte ze haar debuut in een wedstrijd tegen Litouwen. In deze 10-0 overwinning maakte Weiß ook gelijk haar eerste doelpunt voor Duitsland onder 17. Ze nam ook deel aan het EK 2018 waarin ze in het laatste duel mocht invallen voor Sophie Weidauer.
Op 30 augustus 2019 maakte Weiß haar debuut voor Duitsland onder 19 in een 3-0 overwinning op België in Wuustwezel.
1 Peng ·
3 Janzen ·
5 Ulbrich ·
6 Wichmann ·
8 Weiß ·
9 Weidauer ·
10 Mahmoud ·
11 Sternad ·
13 Walkling ·
14 Brandenburg ·
15 Sehan ·
16 Bernhardt ·
17 Dahl ·
18 Hausicke ·
19 Matheis ·
20 Meyer ·
21 Hahn ·
22 Dieckmann ·
23 Németh ·
27 Lührßen ·
28 Wirtz ·
29 Kunkel ·
31 Etzold ·
32 Pettersen ·
33 Pérez Jaramillo ·
37 Dahms ·
39 Behrens ·
Coach: Horsch